# Lakhdar Brahimi
Lakhdar Brahimi  (Arabisch: الأخضر الإبراهيمي al-Achdar al-Ibrahimi) (El Azizia, 1 januari 1934) is een Algerijns politicus en diplomaat.

## Levensloop
Brahimi studeerde rechten en politieke wetenschappen in Algerije. Hij beheerst de talen Arabisch, Frans en Engels.
Ten tijde van de Algerijnse onafhankelijkheidsoorlog vertegenwoordigde hij in de periode van 1956 tot 1961 het Front de Libération Nationale in Jakarta. Na de onafhankelijkheid van Algerije werd hij secretaris-generaal op het ministerie van buitenlandse zaken en ambassadeur in Egypte. Tussen 1984 en 1991 was hij diplomaat voor Algerije bij de Arabische Liga en van 1991 tot 1993 was hij minister van buitenlandse zaken van Algerije.
Tussen 1994 tot 1996 was hij speciaal gezant van de Verenigde Naties in Haïti, Zuid-Afrika, Zaïre en Jemen. In deze jaren wist hij verschillende successen te boeken. Vervolgens was hij van 1997 tot 1999 speciaal gezant voor Afghanistan.
In 2000 publiceerde hij zijn Report of the Panel on United Nations Peacekeeping waarin hij ingaat op de oorzaken van het mislukken van veel vredesmissies van de Verenigde Naties. Zijn bericht kent een openheid die voor die tijd nieuw was. Zijn rapport vermeldt in de eerste aanhef dat de Verenigde Naties ooit opgericht zijn om landen te bevrijden van de gesel van oorlogen, terwijl Brahimi concludeert dat de VN juist daarin faalt.
In 2001 vertrok hij opnieuw naar Afghanistan. Onder zijn leiding kon het jaar succesvol afgerond worden met de ondertekening van het verdrag op de internationale Afghanistan-conferentie te Bonn in 2001. Een belangrijke overeenkomst tijdens deze conferentie was de oprichting van de overgangsregering onder leiding van Hamid Karzai.
Vanaf 2004 werkte hij als speciaal gezant voor de VN in Irak. Hier stelde hij de plannen op voor de benoeming van een overgangsregering en de route voor de teruggave van de macht aan de Irakezen. Deze plannen presenteerde hij op 27 april van dat jaar aan de Veiligheidsraad. In de maanden erna voerde hij de onderhandelingen met de verschillende partijen die tot de daadwerkelijke machtsoverdracht op 28 juni leidden.
Eind 2005 ging hij officieel met pensioen. In 2006, inmiddels 72 jaar oud, werd Brahimi niettemin gevraagd te bemiddelen in het conflict in Darfur, Soedan. Na de aanslag met enkele autobommen in Algiers op 11 december 2007 werd opnieuw zijn hulp ingeroepen, toen secretaris-generaal van de VN, Ban Ki-moon, hem verzocht de toedracht van de aanslag te onderzoeken.
Op 18 augustus 2012 werd Brahimi aangesteld als VN-gezant voor Syrië. Hij volgde Kofi Annan op, die begin augustus zijn ontslag indiende. Maar evenmin als zijn voorganger had hij succes in zijn bemiddeling. In mei 2014 gaf hij zijn opdracht terug, waarna hij werd opgevolgd door Staffan de Mistura.

## Erkenning
In 2004 werd hij door de Duitse Vereniging van de Verenigde Naties (DGVN) onderscheiden met de Dag-Hammarskjöld-Ehrenmedaille.
In 2007 werd hij uitgenodigd deel te nemen in The Elders, een groep waartoe twaalf prominente personen behoren, waaronder Nelson Mandela, Desmond Tutu, Mary Robinson en Aung San Suu Kyi.
In 2008 werd hij onderscheiden met een Four Freedoms Award voor vrijheid van meningsuiting en in 2010 onderscheidde het Franse Fondacion Chirac hem met de Prix pour la prévention des conflits.
In 2014 werd hem de Carnegie Wateler Vredesprijs toegekend voor zijn bemiddeling in Afghanistan, Irak, Haïti en Syrië.